# Aghoreśa
Aghoreśa – jedno z imion Sadaśiwy w śiwaizmie kaszmirskim, pan nieczystej kreacji władający siłą mai.